# Burg Rosenheim
Die Burg Rosenheim, auch Schloss Rosenheim genannt, ist eine abgegangene Höhenburg auf 460 m ü. NHN in Spornlage am östlichen Innufer auf dem Schlossberg über der heutigen Innbrücke in Schloßberg, einem Ortsteil der Gemeinde Stephanskirchen im Landkreis Rosenheim in Bayern. Die Anlage wird als Bodendenkmal unter der Aktennummer D-1-8138-0111 als „Burgstall des Mittelalters und der frühen Neuzeit (‚Burg Rosenheim‘) sowie abgegangenes Barockschlösschen der frühen Neuzeit (‚Sommerhaus‘)“ geführt. 

## Geschichte

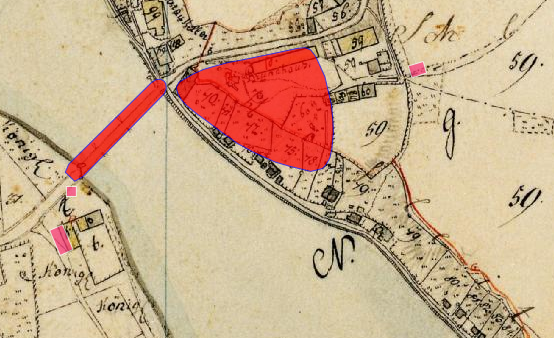
Lageplan von Burg Rosenheim auf dem Urkataster von Bayern

Die Burg wurde von den Hallgrafen von Wasserburg nach 1150 erbaut und 1232 mit einem „Screndelin de Rosinheim“, einem wasserburgischen Ministerialen, indirekt erwähnt. Angeblich war sie der Sitz des Gebino II. von Stephanskirchen (urkundlich erwähnt zwischen 1085 und ca. 1135), einem Sohn des Bernhard von Weilheim. Demnach müsste Gebeno II., der mit einer Tochter Dietmars von Hausen verheiratet war, der Erbauer der Burg gewesen sein. 1234 sowie 1237 wurde die Burg als „Castrum Rosenheym“ erstmals genannt. 1267 ging sie an Heinrich XIII., Herzog von Niederbayern über.
1425 wurde sie im Zuge des Bayrischen Hausstreits beschädigt, wieder aufgebaut und 1714 im Spanischen Erbfolgekrieg zerstört. 1745 wurde die Burg gesprengt, geschleift und war 1749 verfallen. Im 19. Jahrhundert wurden die letzten Reste des Schlosses abgebrochen.

## Beschreibung
Die ehemalige Burganlage, die vermutlich aus einem gedrungenen Bergfried mit spätgotischen Anbauten bestand, lässt heute noch den Burgplatz und den Halsgraben erkennen.